# سفر به آمریکا
سفر به آمریکا (به انگلیسی: Coming to America) یک فیلم سینمایی آمریکایی در ژانر فیلم کمدی رمانتیک محصول سال ۱۹۸۸ به کارگردانی جان لندیس است.سفر به آمریکا ۲ دنباله این فیلم است.